# Colibrí àngel gorjadaurat
El colibrí àngel gorjadaurat (Heliangelus micraster) és una espècie d'ocell de la família dels troquílids (Trochilidae) que habita boscos clars dels Andes, del sud de l'Equador i nord-oest del Perú. 

Ha estat considerat coespecífic d'Heliangelus exortis.